# Казантипский природный заповедник
Казанти́пский приро́дный запове́дник (укр. Казантипський природний заповідник, крымскотат. Qazan Tip tabiat qoruğı, Къазан Тип табиат къоругъы) — государственный природный заповедник, расположенный на крайнем севере Керченского полуострова на мысе Казантип (Крым). Включает в себя как территорию мыса Казантип, так и прибережно-аквальный комплекс. Площадь 450,1 га. Образован 12 мая 1998 года по указу Президента Украины. До аннексии Крыма Российской Федерацией находился под управлением Министерства охраны окружающей природной среды Украины. В 2018 году российские власти наделили заповедник статусом государственного природного заповедника и отнесли его в ведение Минприроды России.
Аквально-скальный комплекс мыса Казантип, что в составе заповедника, имеет статус водно-болотных угодий международного значения Аквально-скальный комплекс мыса Казантип и озера Акташ с Астанинскими плавнями.
Площадь заповедника невелика и для повышения эффективности охраны уникальных природных комплексов существует необходимость в расширении его территории за счёт котловины мыса Казантип, территорий близлежащих объектов (заказника Астанинские плавни, регионального ландшафтного парка Караларская степь), а также в создании охраняемой зоны на акватории Азовского моря у мыса Казантип. В ходе уточнения границ (Приложение 2 к Постановлению ВР АРК от 18 октября 2002 г., № 295-3//02) заповедная территория Казантипа уменьшилась в 2 раза. Охранная зона, которая могла быть создана при организации заповедника, так и не была создана. И сегодня Казантипский природный заповедник — участок в форме «бублика», внутри которого ведется хозяйственная и промышленная деятельность (добыча нефти и распахивание земли). Власти Щёлкино добиваются выделения части заповедной территории под городское кладбище

## География и климат заповедника
Заповедник располагается на мысе Казантип и одноимённом полуострове в равнинной степной части Крыма. Мыс сложен преимущественно мшанковыми известняками. Благодаря внешней кольцевой гряде и плоскому дну котловины полуостров похож на древний атолл с пересохшей лагуной посредине, однако в действительности это типичная выпуклая брахиантиклиналь с пологим наклоном пластов на её склонах. Побережье Казантипа чрезвычайно изрезанное. Поверхность многих внешних склонов представляет собой сложное чередование карстовых воронок, трещин, хаотического нагромождения скал. Небольшие бухты ограничены известняковыми обрывами, переходящими в степь.
Климат заповедника умеренно континентальный, засушливый. Средняя температура января — −1,1 °C, июля — +23,9 °C. Безморозный период длится в среднем 222 дня, с первой половины июня по первую половину сентября среднесуточная температура воздуха превышает +20 °C. Ясные дни наблюдаются преимущественно с июля по сентябрь. Среднегодовое число дней с осадками составляет 105—125. Наиболее часто осадки выпадают с ноября по март, 10-15 дней в месяц, а с апреля по октябрь 5-9 дней в месяц. Среднегодовое количество осадков — 400 мм.
Азовское море периодически замерзает у берегов заповедника при температуре от −0,5 °C до −0,7 °C. Лёд может держаться с декабря по март включительно. Лёд часто замерзает и тает, поскольку для местности характерны частые оттепели. Казантип чрезвычайно беден пресными наземными и подземными водами.

## Природа заповедника

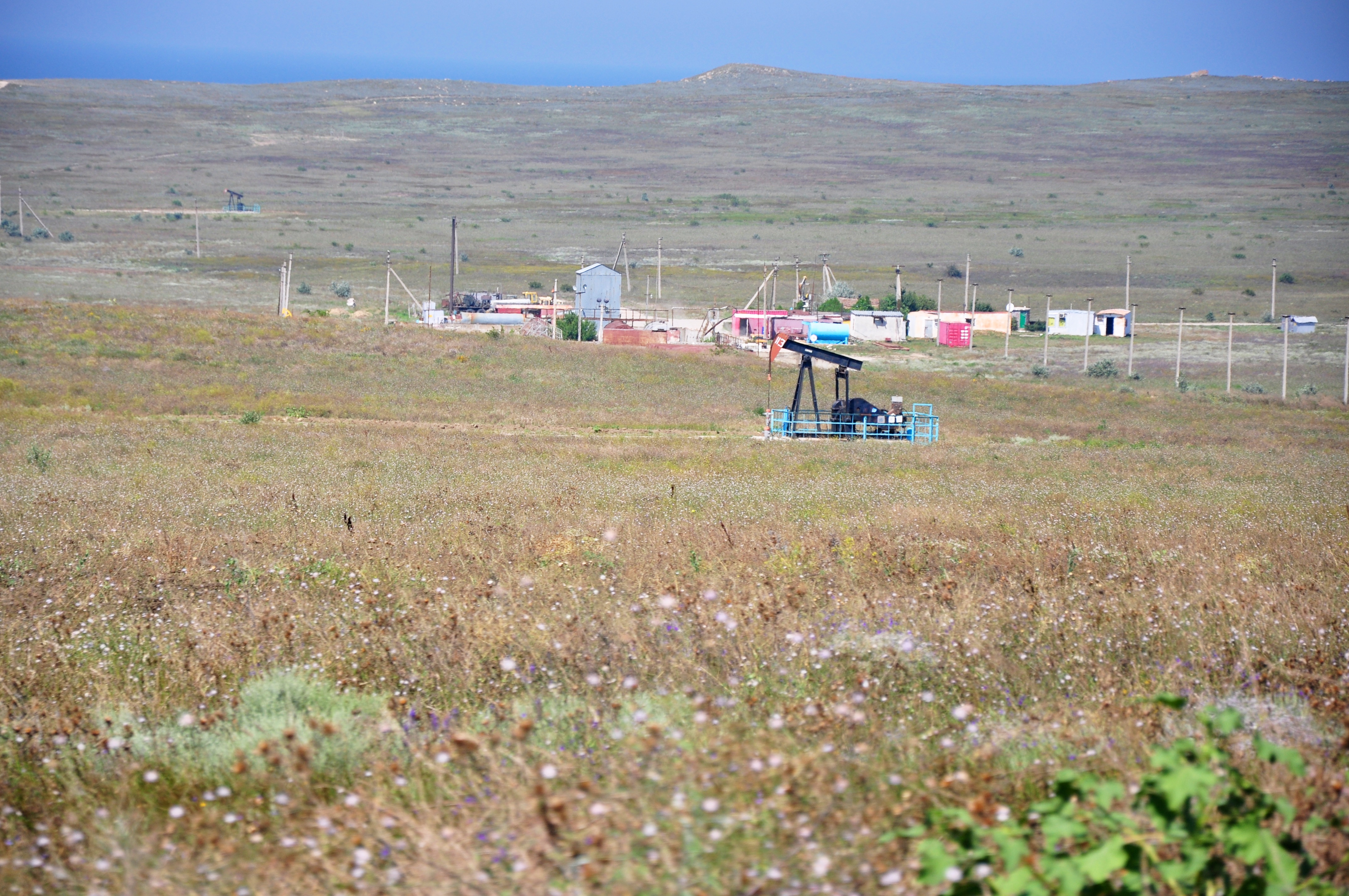
Нефтедобыча на Казантипе

Преобладающие растительные сообщества на территории заповедника — целинные участки ковыльной, петрофильной, кустарниковой и луговой степи. Всего на Казантипе насчитывается 541 вид сосудистых растений, составляющих 40 % флоры равнинного Крыма и 60 % флоры Керченского полуострова. Из них 25 видов занесены в Красную книгу Украины, среди них: фиалка белая, катран митридатский, василёк Талиева, офрис оводоносная, смолёвка Сырейщикова, пион тонколистный, астрагал днепровский, асфоделина жёлтая, тюльпан двуцветковый и Шренка, штернбергия поздноцветная, 5 видов ковыля.
Фауна заповедника насчитывает 188 видов позвоночных и более 450 видов беспозвоночных животных. 35 видов животных занесены в Красную книгу Украины. Среди них такие виды как: желтопузик, полозы желтобрюхий и четырёхполосый, степная гадюка, кулик-сорока, огарь, степная пустельга, полевой лунь, большой подковонос, светлый хорёк, пчела Andrena ornata.
Крымские экологи заявили, что во время съёмок в 2008 году фильма «Обитаемый остров» на территории Казантипского заповедника был нанесён существенный урон флоре и фауне Крыма. По их информации, Генпрокуратура Украины даже оштрафовала дирекцию фильма на 16 500 гривен. По утверждению Андрея Артова, председателя Крымской республиканской ассоциации «Экология и мир», гусеницы танков уничтожили редких змей и безногих ящериц (четырёхполосых полозов и желтопузиков), занесенных в Красную книгу Украины. Режиссёр фильма Фёдор Бондарчук отверг обвинения экологов и заявил, что танковая атака снималась не в заповеднике, а на нефтяных разработках, рядом с бурильными установками, однако не опроверг факт штрафа.